# Регіональний ландшафтний парк «Диканський»

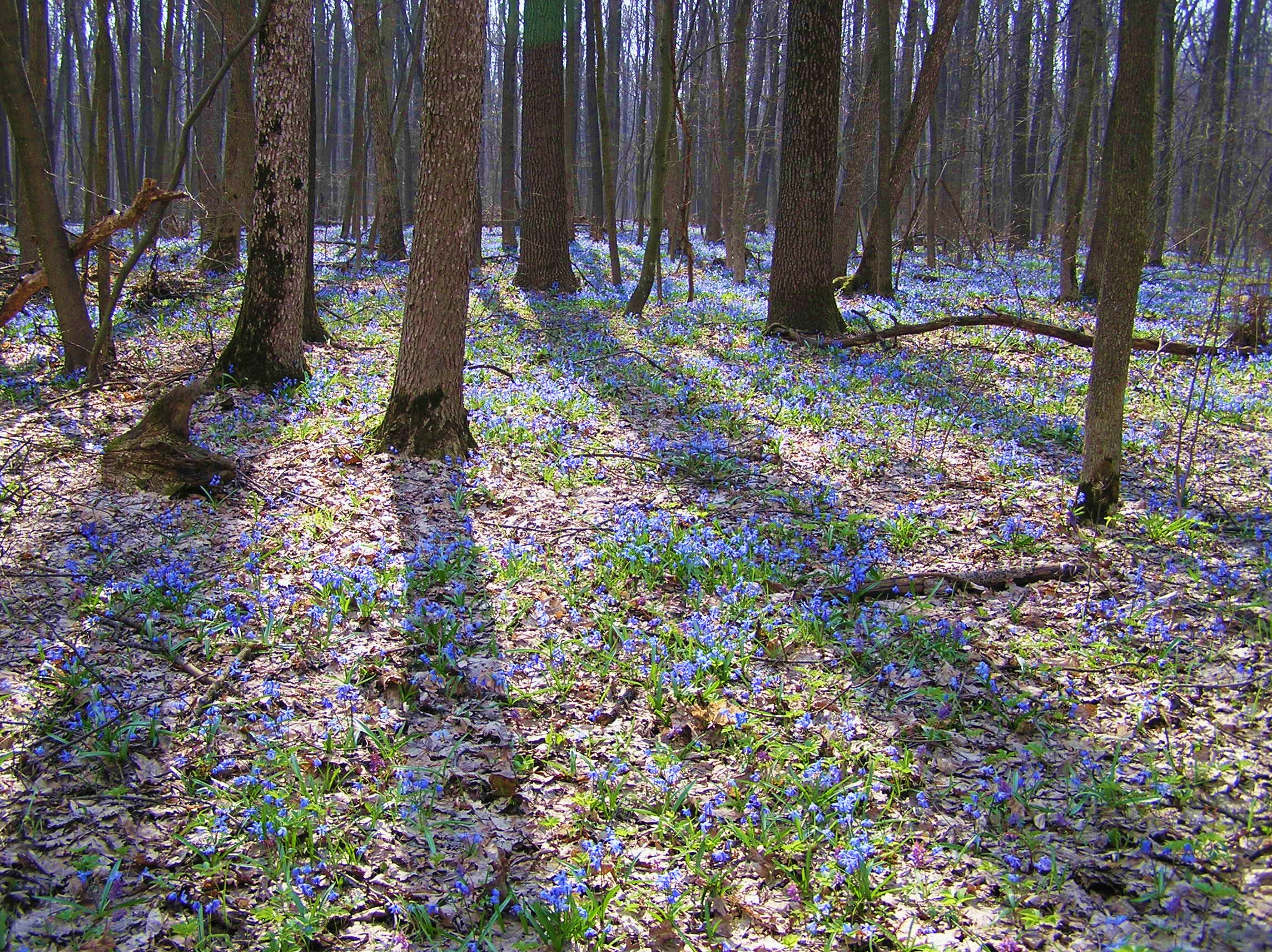

Регіона́льний ландша́фтний парк «Диканський» — об'єкт природно-заповідного фонду, розташований у північно-східній частині Полтавської області в Полтавському районі між селищем Диканька та річкою Ворскла.
У Парку представлені типові ландшафти Полтавщини: діброви, лучні степи, заплавні луки, балки та яри, річка Ворскла, а також поля лісосмуги та села.

## Заснування парку
Парк засновано рішенням сесії Полтавської обласної ради народних депутатів від 27.10.1994 року. Розташований на території Диканського району. 
Включає частину території Диканського лісництва: кв. 8, 11-16, 19, 20, 38-116, 118, 123, 126—130, 132—143, 161, 169.

## Рослинність
Дикансько-Опішнянський лісовий масив - один з небагатьох природних лісів, що збереглися у лівобережному Лісостепу. Тут у деревостані зростають дуб звичайний, граб звичайний, черешня пташина, клен гостролистий, ясен звичайний з домішкою яблуні лісової, груші звичайної, в'яза гладенького, кількох видів тополь. Смугою вздовж берегів Ворскли зростає вільха чорна. 
Трав'яний покрив типовий для широколистяних лісів лівобережного Лісостепу і представлений такими видами: осока волосиста, зірочник лісовий, переліска багаторічна, копитняк європейський, конвалія звичайна, фіалки дивна та шорстка, чина весняна, шоломниця висока, купина багатоквіткова, барвінок малий, яглиця звичайна, материнка звичайна, вероніка дібровна, дзвоники ріпчасті, латук стиснутий, пахучка звичайна, звіробій шорсткий.
Крім лісів у Парку трапляються ділянки степової рослинності. Одна з найцікавіших знаходиться поблизу с. Слиньків Яр. Тут збереглися угруповання типчаку та осоки ранньої, трапляються миколайчики польові, конюшина польова, люцерна румунська, цмин пісковий, скабіоза блідо-жовта, льонок дроколистий, шавлія дібровна. Фрагменти степової рослинності збереглися також у чернечому Яру та на Фесенкових горбах.
У заплаві Ворскли поширені заболочені луки, де зростають костриця східна, алтея лікарська, осоки загострена, омська, лисяча, розставлена та чорна, верба попеляста та дудник лісовий.

## Об'єкти парку та їхня цінність

### Природоохоронні об'єкти
До складу регіонального ландшафтного парку «Диканський» входять 7 природоохоронних об'єктів:
- Фесенкові Горби — загальнозоологічний заказник, біля с. Писарівщина;
- Ялиновий гай — ботанічна пам'ятка природи, в смт Диканька;
- Бузковий гай — ботанічна пам'ятка природи, у смт Диканька;
- Кочубеївські дуби — пам'ятка природи вікових дерев, біля смт Диканька;
- Писарівщанський парк — парк-пам'ятка садово-паркового мистецтва, біля с. Писарівщина;
- Відслонення пісковиків — геологічна пам'ятка природи, у с. Михайлівка (Брусія);
- Парасоцький ліс — ботанічна пам'ятка природи загальнодержавного значення, поблизу с. Михайлівка.

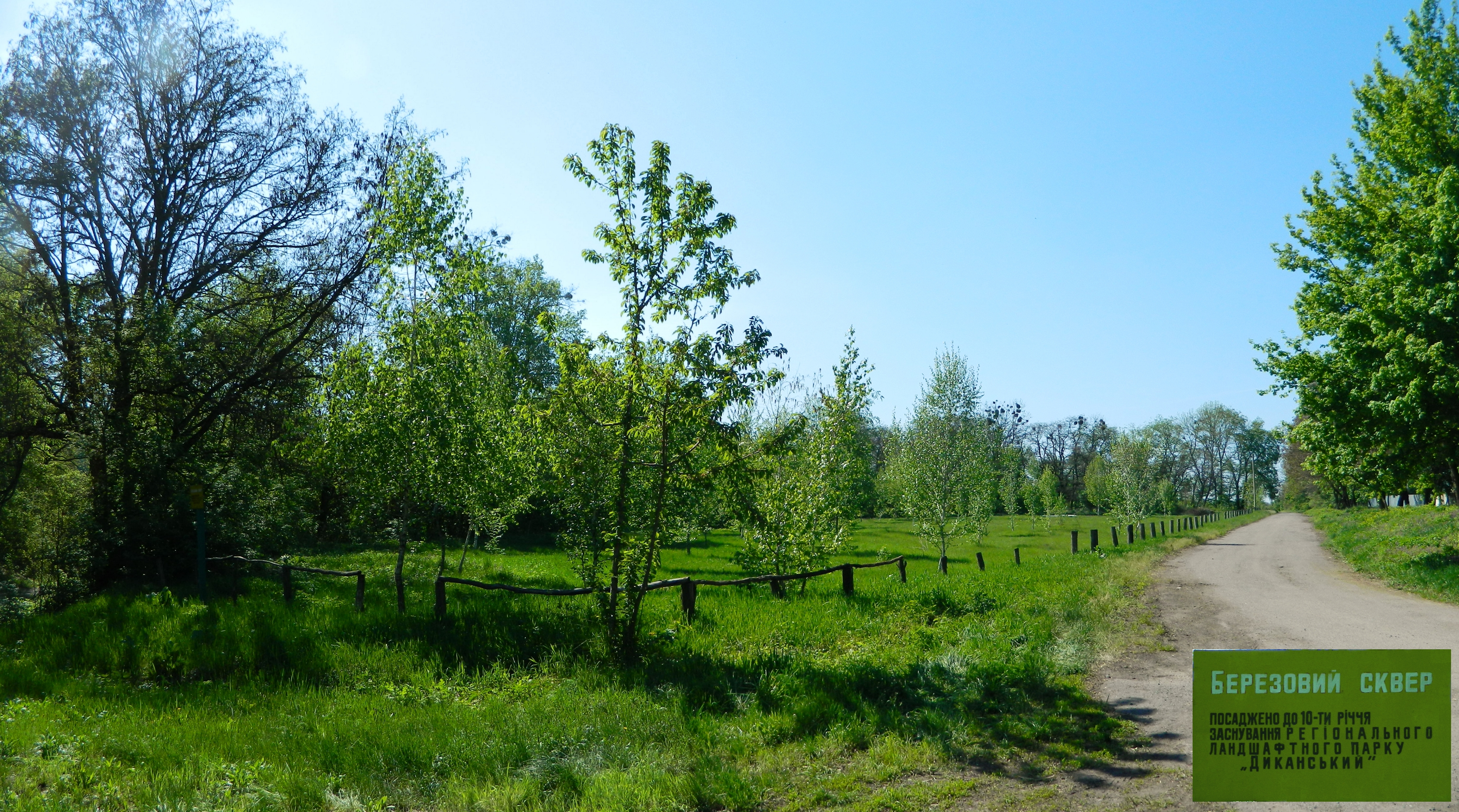
Диканька. Парк Кочубеївський. Березовий сквер

Клімат парку помірно континентальний з теплим літом. Середня температура липня +20,5 С, січня — 6,9 С. Середня кількість опадів 474 мм.
У Диканьці створений Парк Кочубеївський, на території якого розташовані Бузковий та Ялиновий гаї, Пивоварські ставки, Кочубеєвські дуби, Березовий гай, посаджений до десятиріччя створення Регіонального ландшафтного парку «Диканський».

### Пам'ятки архітектури
На території регіонального ландшафтного парку знаходяться 5 пам'яток архітектури XVIII-XIX століть:
- Тріумфальна арка (смт Диканька);
- Миколаївська церква (смт Диканька);
- Дзвіниця Миколаївської церкви (смт Диканька);
- Троїцька церква (смт Диканька);

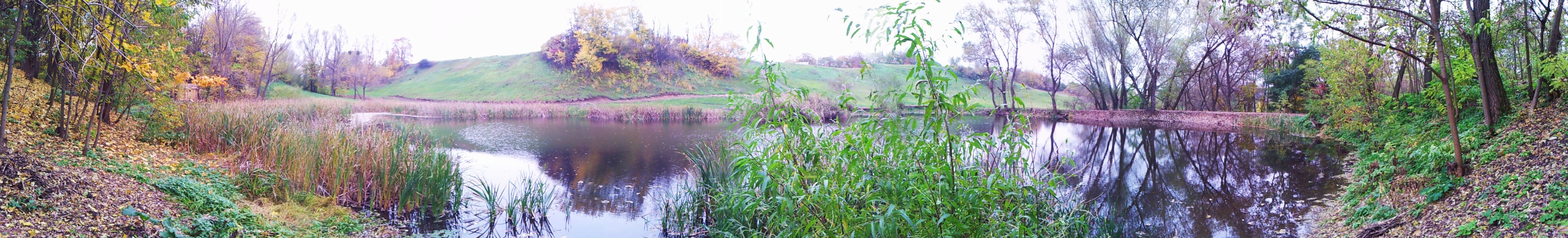

- Свято-Троїцька церква (с. Великі Будища).

### Пам'ятки археології
На території парку в урочищі Брусія відкрито городище IX—XIII ст. Постановою Кабінету міністрів України від 3 вересня 2009 р. N 928 пам'ятка археології городище IX—XIII ст. в урочищі Брусія (с. Михайлівка), як об'єкт культурної спадщини національного значення, занесена до Державного реєстру нерухомих пам'яток України (№ 160016-Н).
На території парку розташований Олефірщинський могильник — курганний могильник скіфського часу.

## Галерея

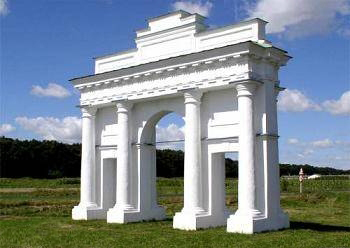
Тріумфальні ворота. Автор проекту — академік архітектури Луїджі Руска
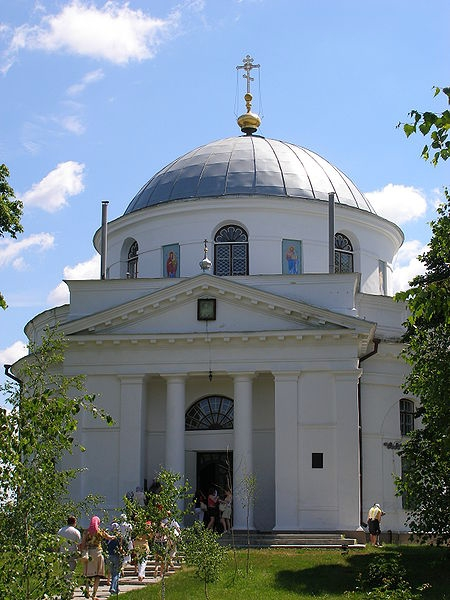
Церква в ім'я Св. Миколая в селищі Диканька, на 2008 рік. Архітектор М.О. Львов
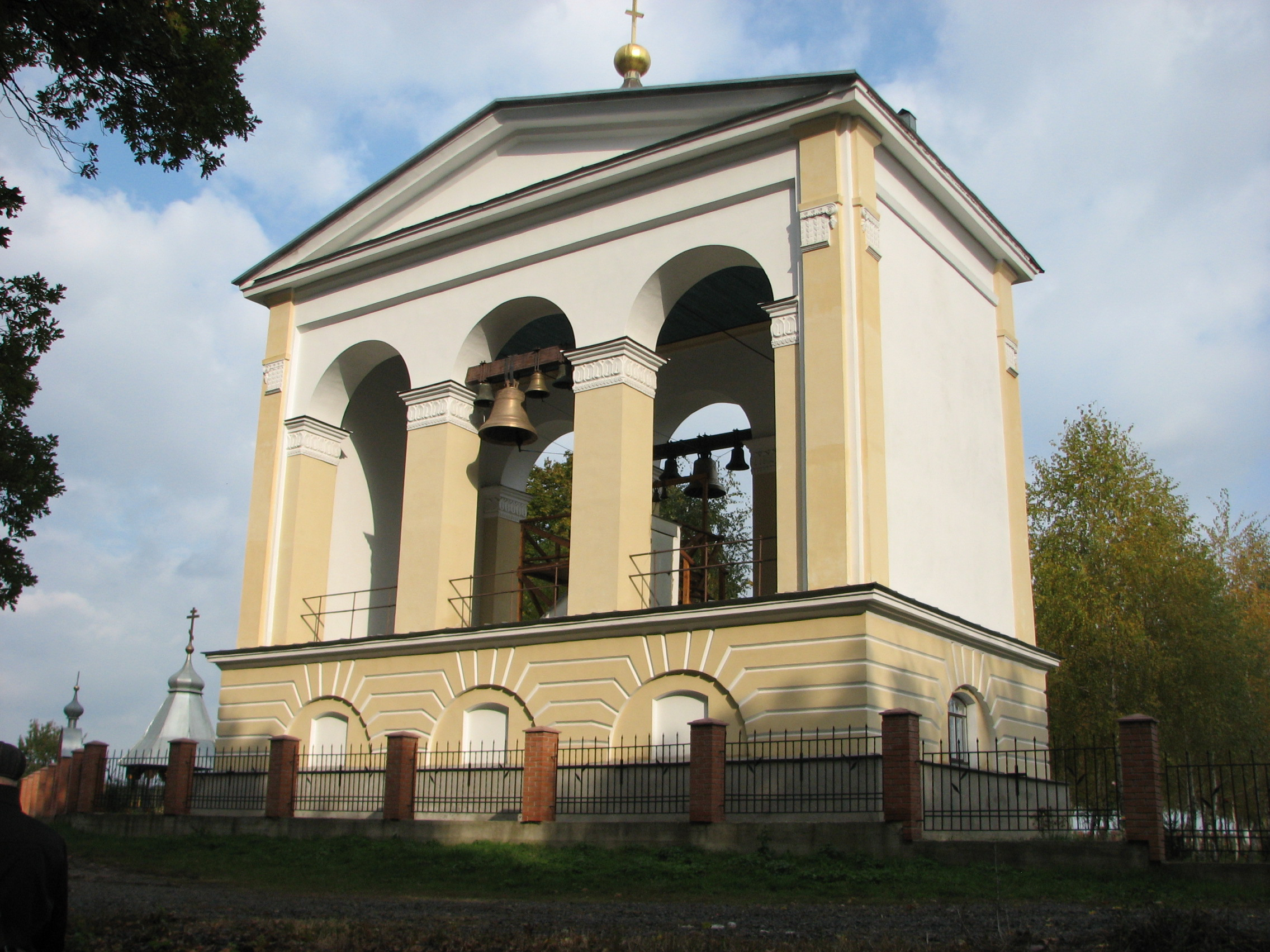
Дзвіниця Миколаївської церкви
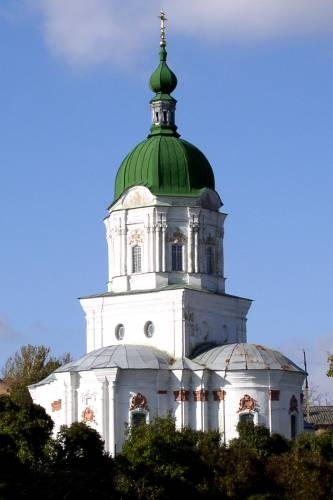
Мурована церква на честь Святої Трійці у Диканьці, на 2008 рік. Архітектор М.О. Львов (?)
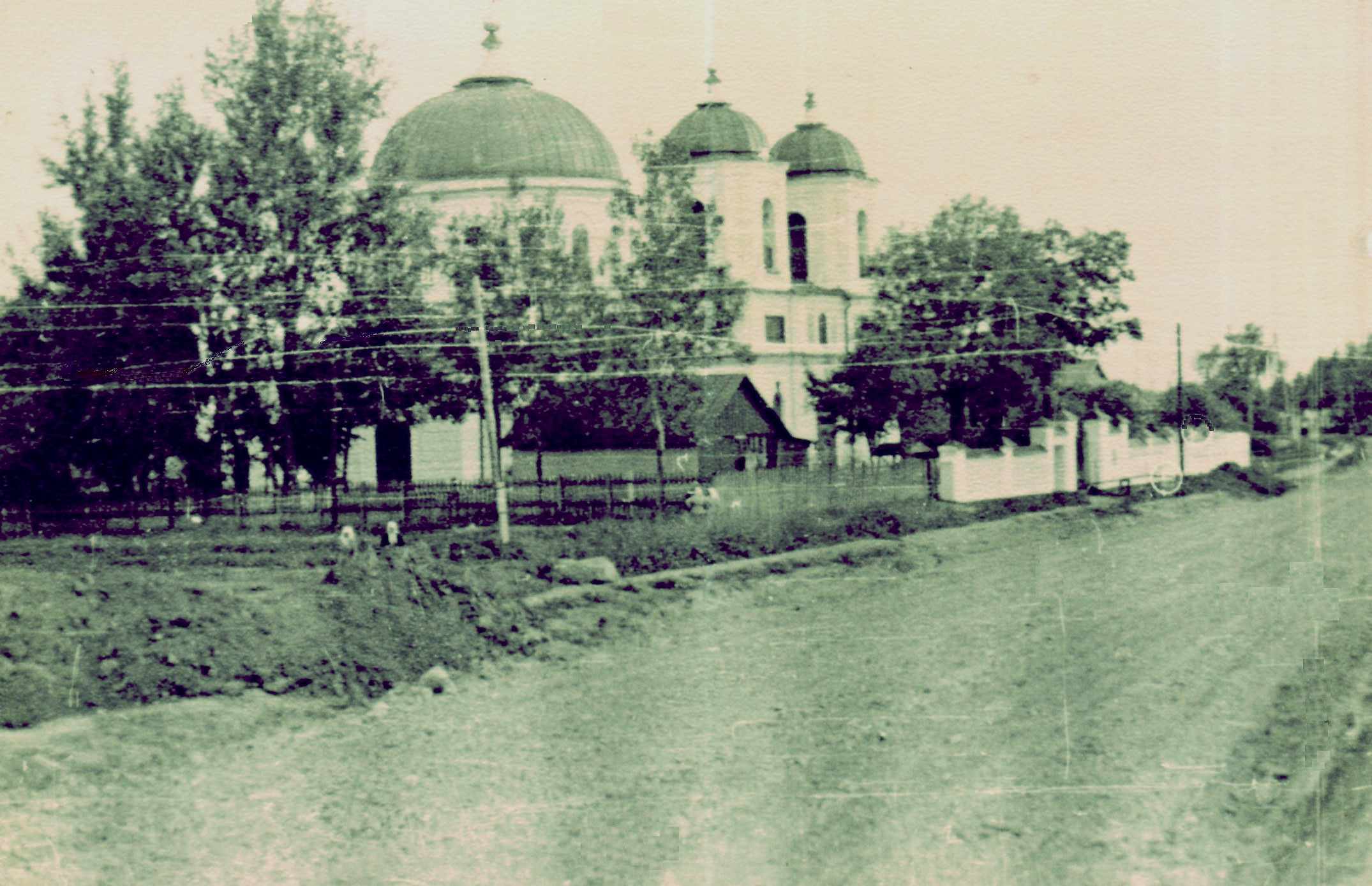
Мурована церква на честь Святої Трійці, Великі Будища
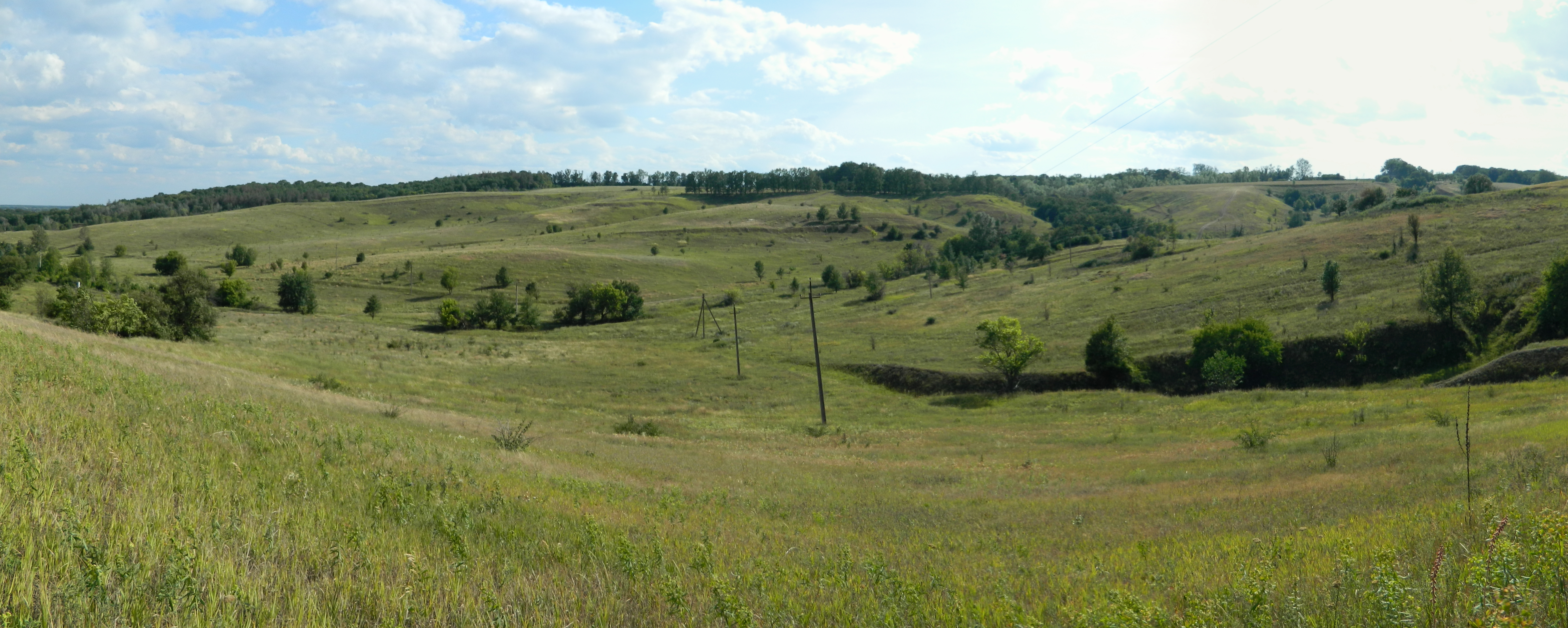
Фесенкові Горби. Вигляд з північного схилу балки
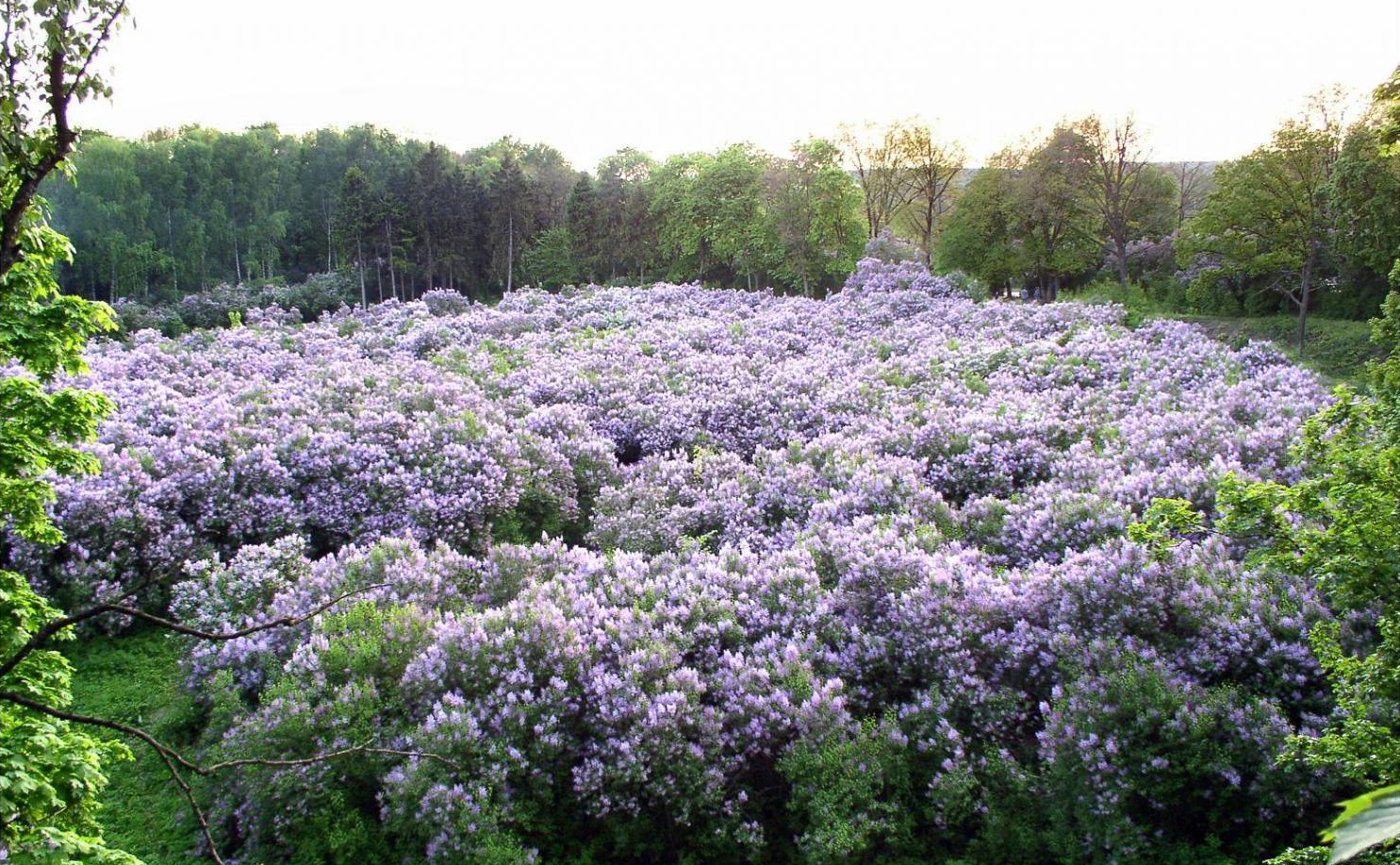
Бузковий гай у Диканьці
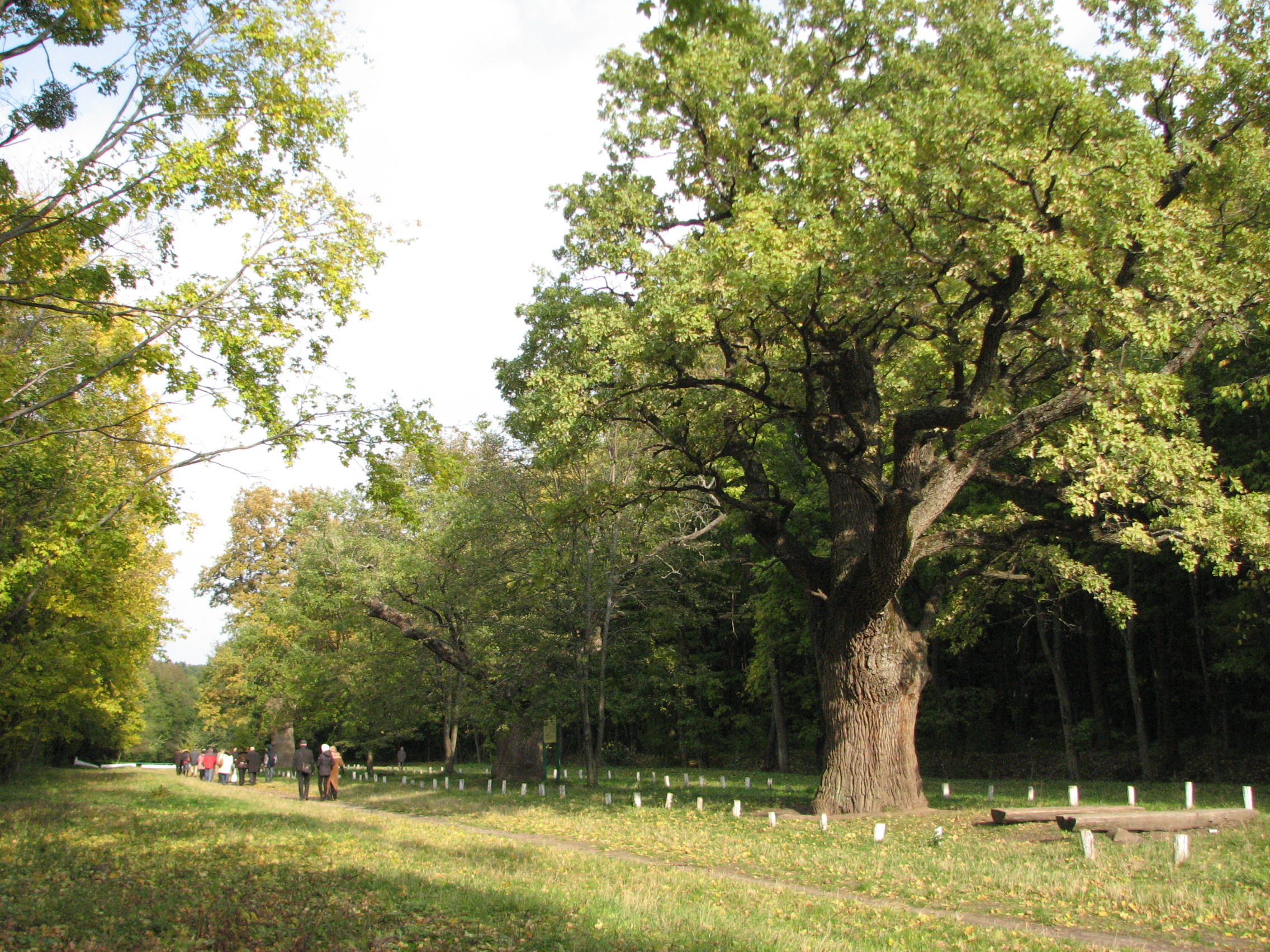
Кочубеївські дуби
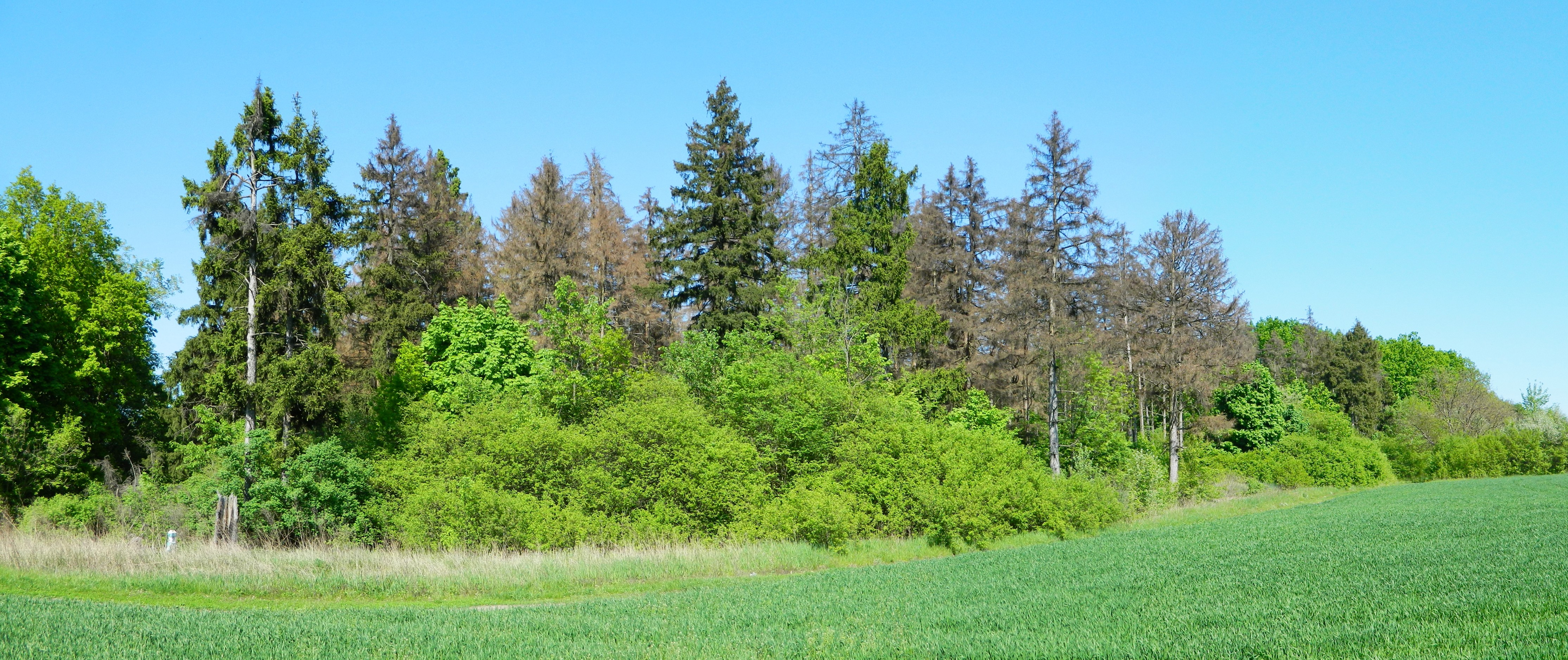
Ялиновий гай
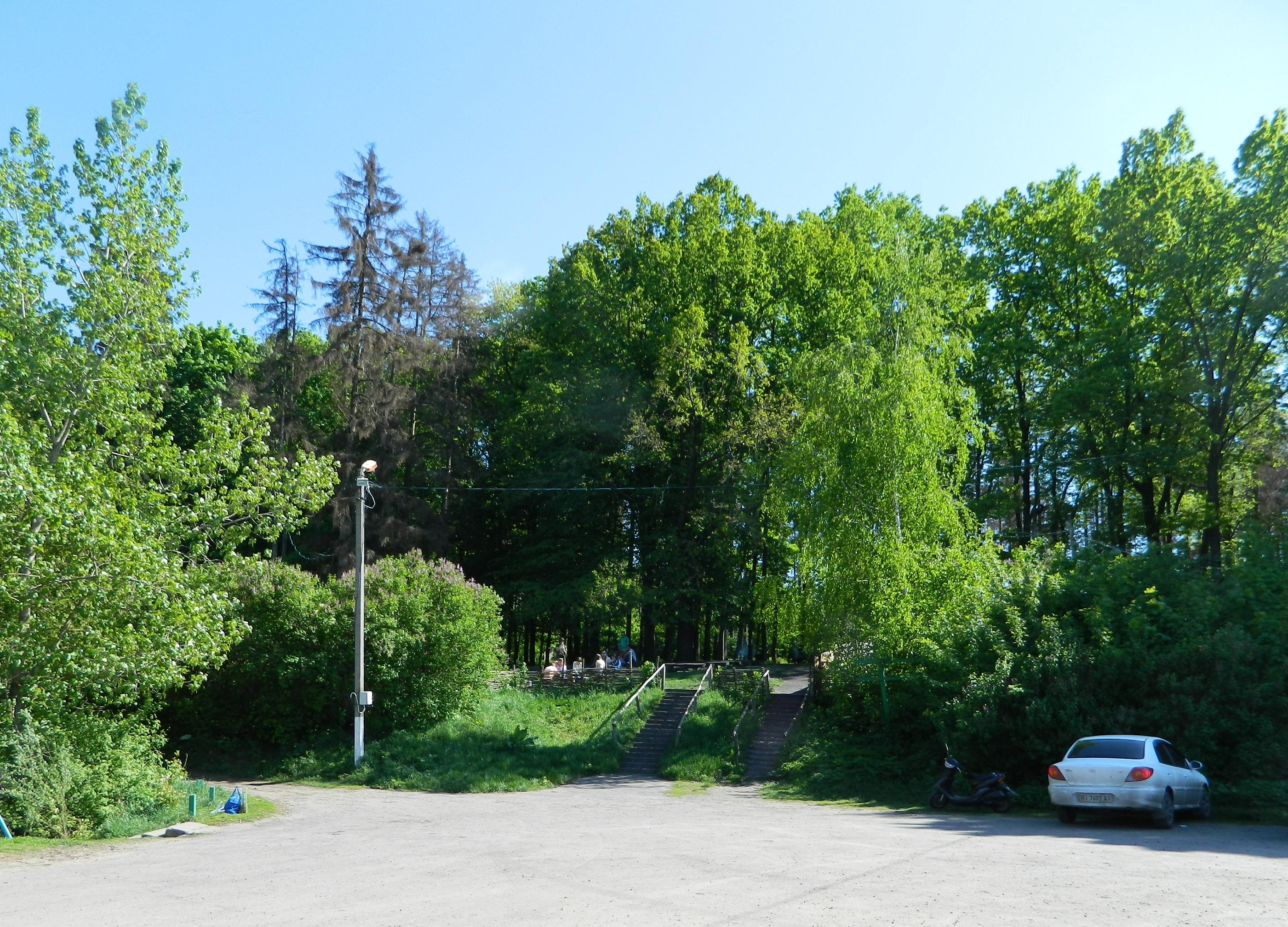
Місце проведення фестивалю «Пісні Бузкового гаю» у Ялиновому гаю
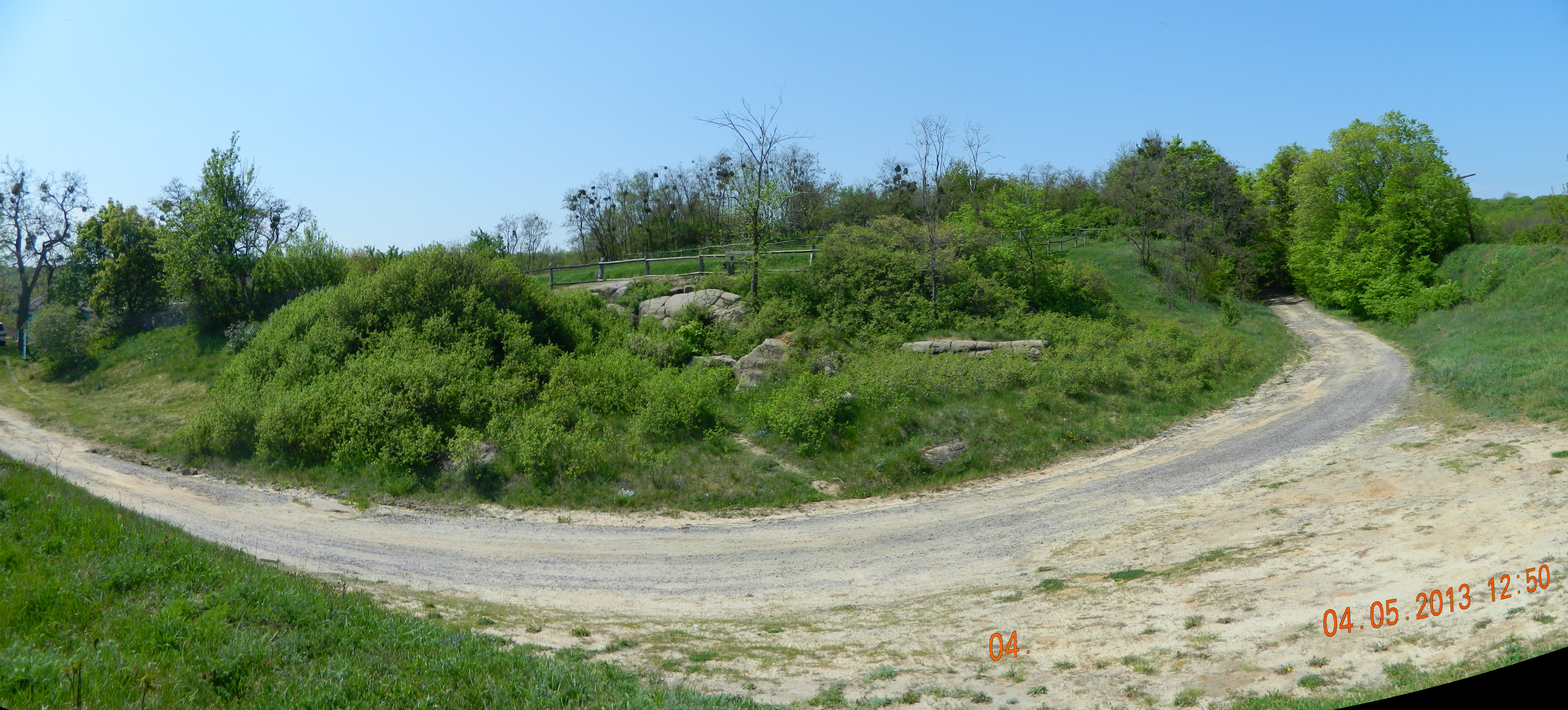
Відслонення пісковиків у Брусії
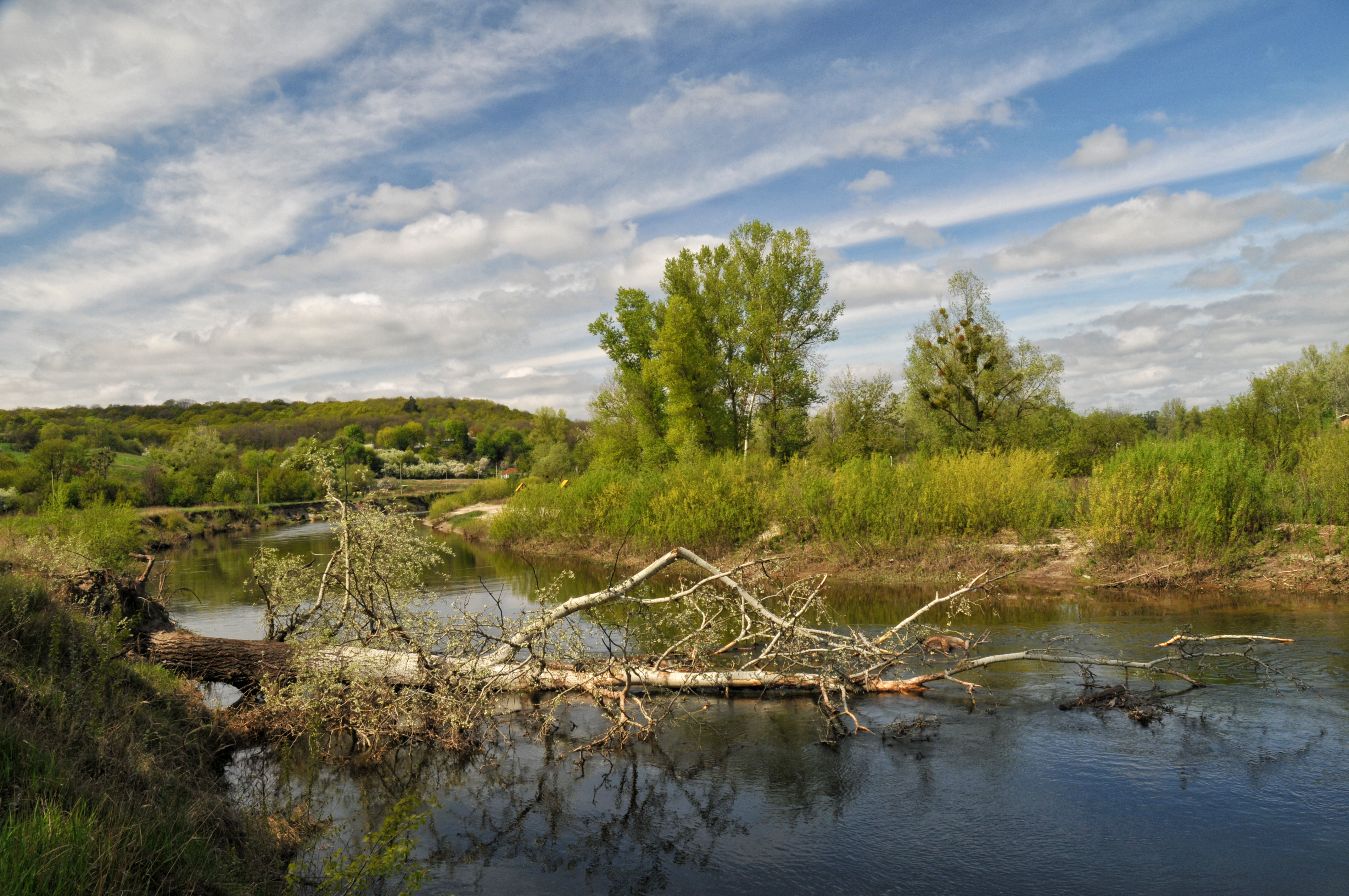
Ворскла поблизу Михайлівки
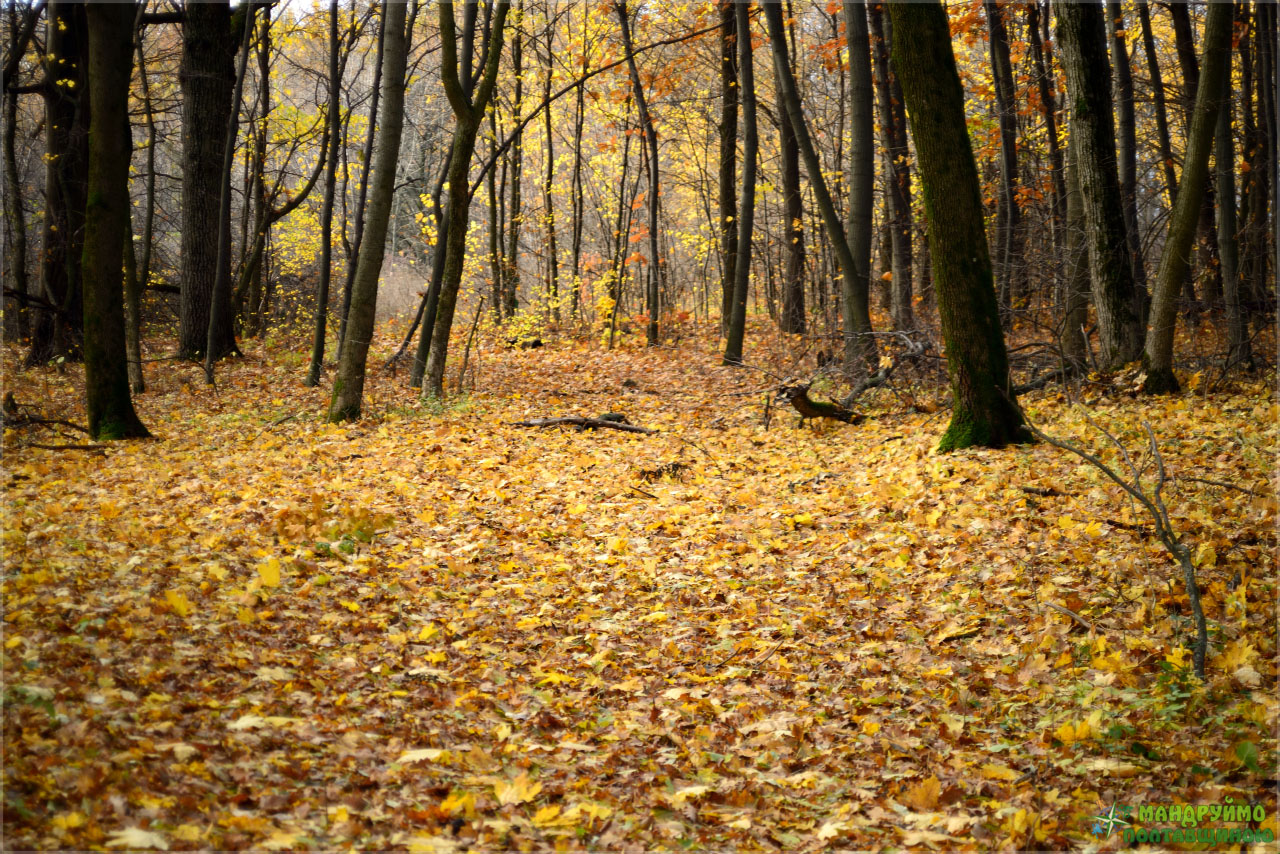
Панорама Парасоцького урочища
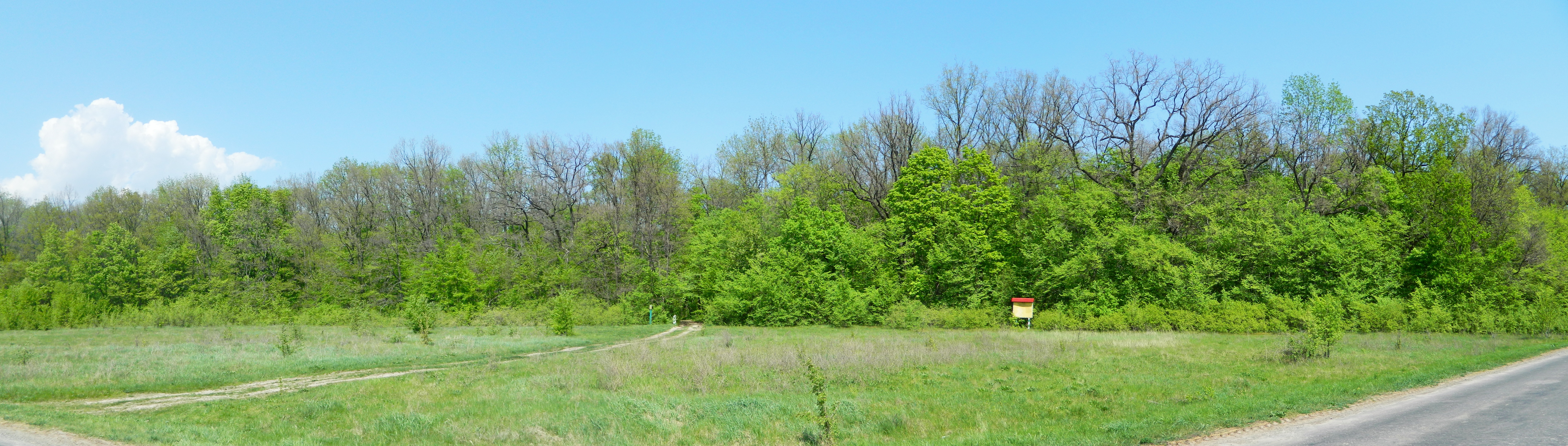
Парасоцький ліс з боку дороги Диканька — Михайлівка
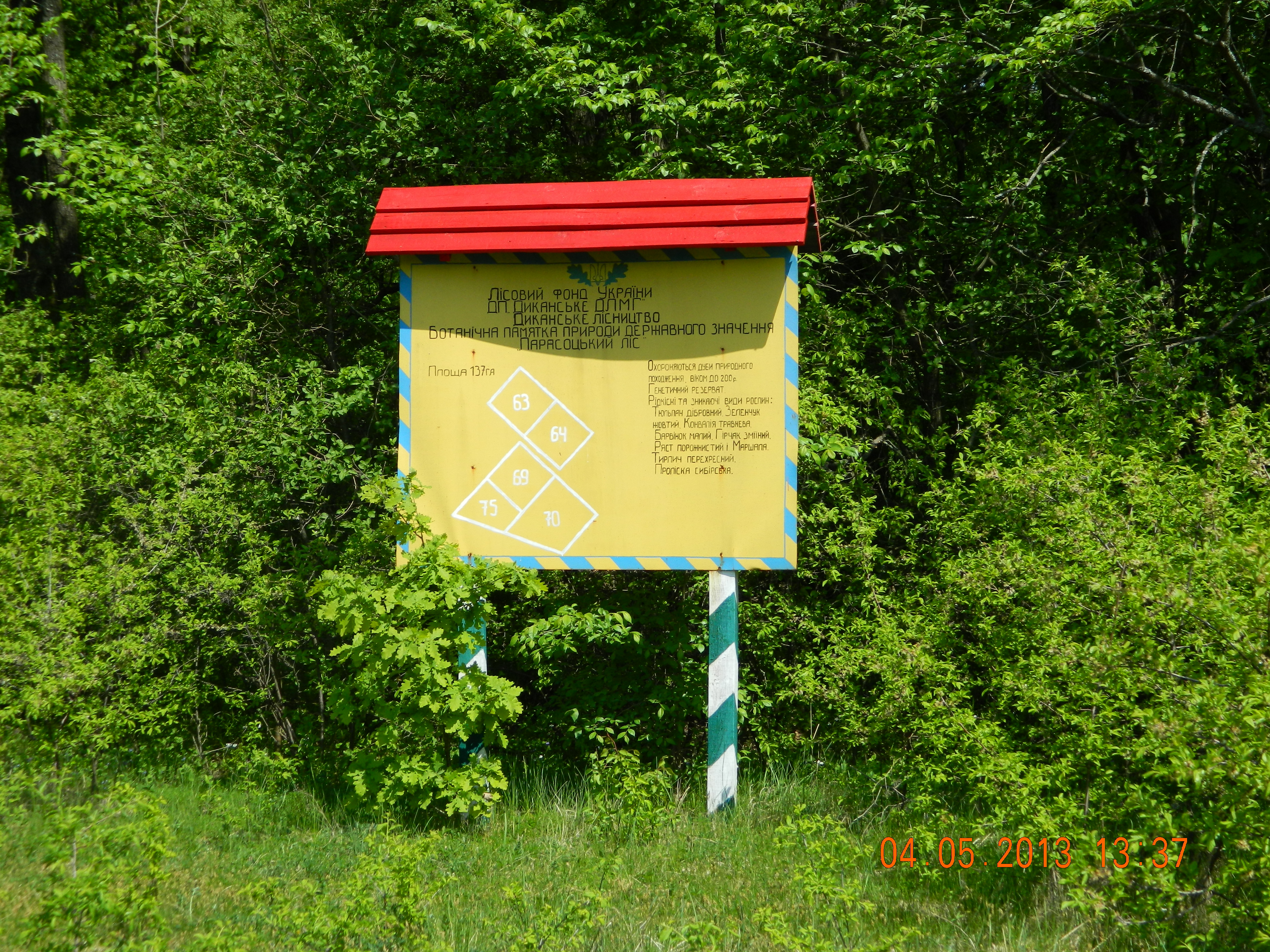
Парасоцький ліс. Інформаційний стенд на в'їзді у ліс
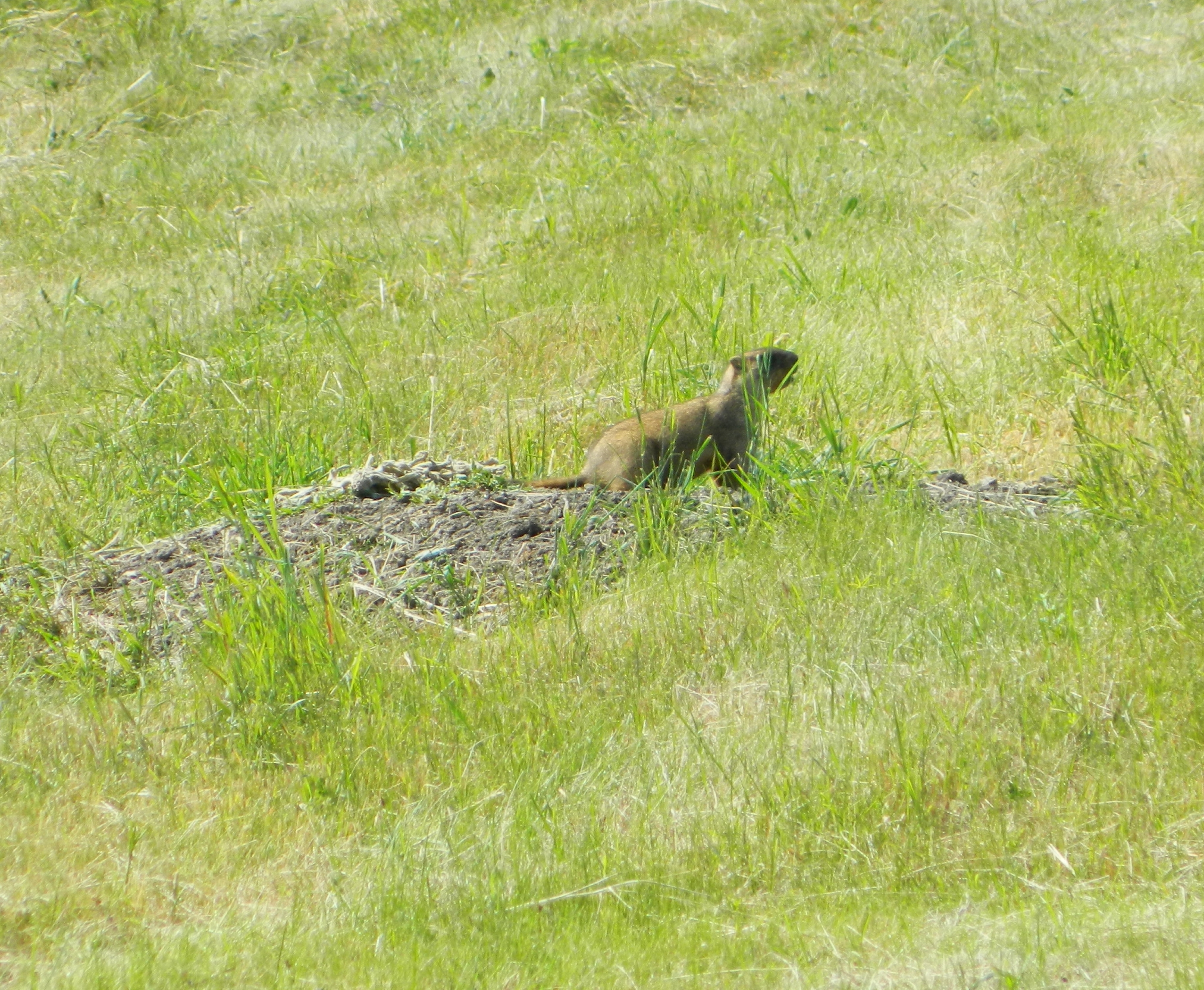
Байбак біля річки Кратова Говтва
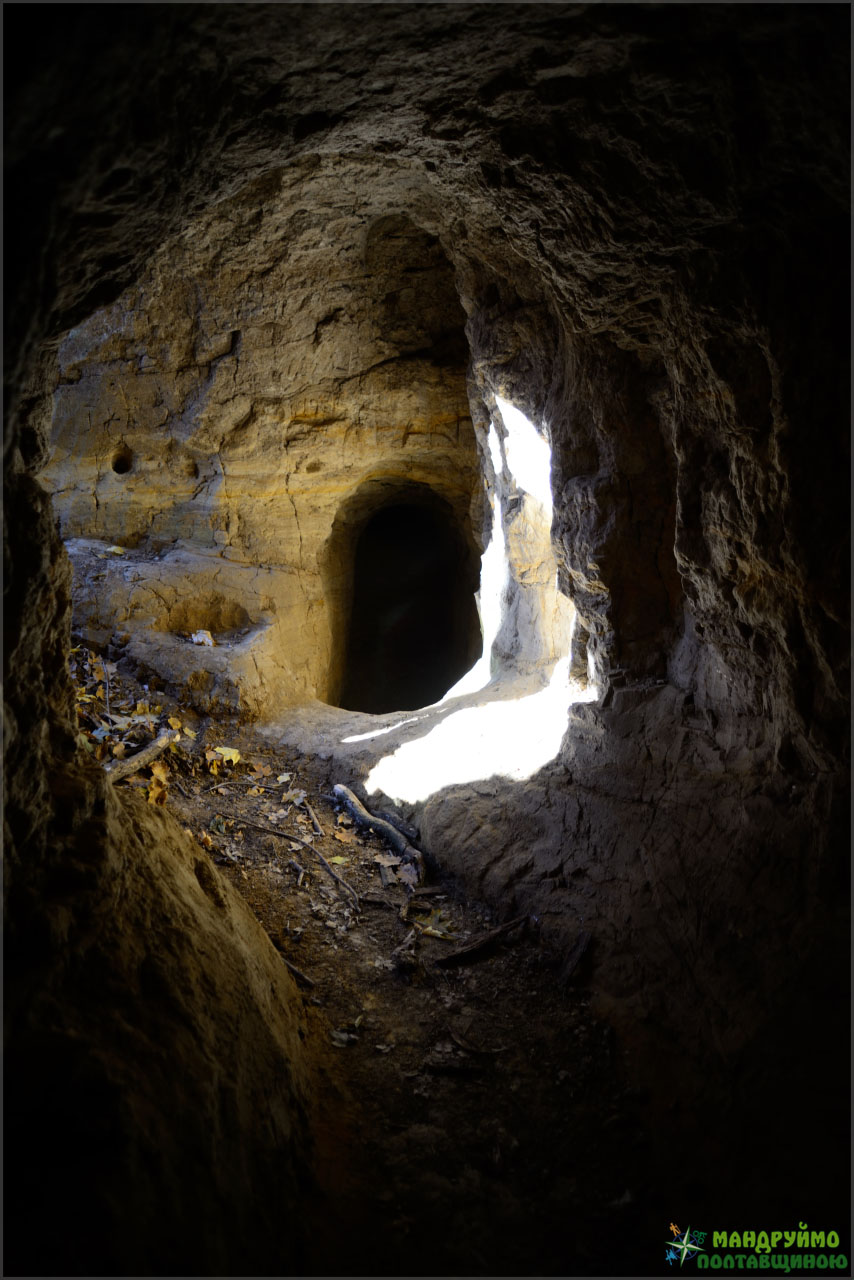
Чернечі печери